# Grad Lemberg (Löwenberg)
Grad Lemberg (nemško Löwenberg), tudi grad Lemberg pri Novi Cerkvi in grad Lemberg pri Dobrni, je srednjeveški grad, ki stoji na skalnem pomolu nad naseljem Lemberg pri Novi Cerkvi, ob cesti med Novo Cerkvijo in Dobrno, v Občini Vojnik.
Prva posredna omemba gradu je v listini iz leta 1213, v kateri je kot priča podpisan Eberhard Lemberški - Vlscalcus de Rauenberch et frater eius Eberhardus de Leuburch. Grad je bil v lasti lokalne gosposke do leta 1271, ko so ga prevzeli Ptujski gospodje. Imeli so nadzor nad njim dokler ni rodbina leta 1438 izumrla, čeprav ga je krški škof leta 1387 skupaj s še štirimi gradovi podelil Celjskim grofom. Ptujskim gospodom so sledili Schaunberški, ki so bili rivali Celjskim, zato ga je dal leta 1452 Friderik II. Celjski razdejati. Ulrik in Albreht Schaunberška sta podrti grad temeljito obnovila in predelala v baročnem slogu. Tlorisna zasnova je ostala srednjeveška, vendar so od prvotnega gradu ostale samo kleti pod severnim traktom.
Schaunberška sta grad in gospostvo že leta 1463 zastavila Štefanu in Andreju pl. Hohenwarterjema, ki sta ga pred 1487 odkupila, saj sta ga tega leta dobila v fevd od krškega škofa. V naslednjih stoletjih so se izmenjali številni lastniki, grad pa je doživel še dve večji predelavi: leta 1584 je takratni lastnik Viktor Welzer predelal vhodni trakt in arkadni hodnik s priležnim južnim traktom v renesančnem slogu, s klasicistično predelavo v 19. stoletju pa je bil zabrisan utrdbeni značaj vhodnega trakta.
V začetku 20. stoletja do konca druge svetovne vojne je bil grad v lasti avstrijske družine Gallé, leta 1945 pa je bil nacionaliziran. V desetletjih po njej je izginil velik del bogate opreme gradu, le nekaj predmetov hrani celjski muzej, dvometrski portret grofa Wolfganga Hannibala von Schrattenbacha, ki se je leta 1660 rodil na tem gradu, pa je razstavljen v Britanskem muzeju v Londonu. Sam grad je skozi desetletja propadal. Leta 1986 je bil razglašen za kulturni spomenik lokalnega pomena. V denacionalizacijskem postopku je bil po osamosvojitvi Slovenije vrnjen družini Gallé, ki pa od gradu ni videla koristi, kljub temu, da je bilo v sodelovanju z lokalno skupnostjo v njem izvedenih nekaj kulturnih dogodkov. Leta 2007 ga je odkupil sedanji lastnik, zgodovinar in geograf Franci Zidar, ki se od takrat ukvarja z obnovo in načrtuje nove kulturne vsebine.